# Springfield (Kentucky)
Pour les articles homonymes, voir Springfield.
La ville américaine de Springfield est le siège du comté de Washington, dans l’État du Kentucky. Sa population était de 2 846 habitants en 2020.

## Histoire
Springfield s'établit en 1793 et tient probablement son nom des sources d'eau (springs) présentes dans le secteur.
La résidence du sénateur John Pope, la maison de Richard Berry Jr. et celle de Mordecai Lincoln sont des demeures historiques de Springfield classées au Registre américain des lieux d'histoire.
Springfield offre le premier (et unique) lieu de tournage du Kentucky. En 2017, la création du Springfield Bonded Film Complex s'inscrit comme le signe d'effervescence de l'industrie cinématographique dans le Kentucky. L'engouement de cette imprégnation locale s'explique par les subventions de l'État du Kentucky accordées à la production de films. Ces subventions, distribuées, sous forme de crédits d'impôts, ont la particularité d'être les plus généreuses des États-Unis.